# Majskije zvjozdy
Majskije zvjozdy (russisk: Майские звезды) er en sovjetisk-tjekkoslovakisk spillefilm fra 1959 af Stanislav Rostotskij.

## Medvirkende
- Aleksandr Khanov
- Míša Staninec
- Jana Dítětová
- Ladislav Pešek
- Jana Brejchová